# Saint-Fergeux
 Saint-Fergeux  là một xã ở tỉnh Ardennes, thuộc vùng Grand Est ở phía bắc nước Pháp.